# Bielowizna
Bielowizna (dawniej Biełowizna) – od 1977 roku dzielnica miasta Dąbrowa Górnicza (północno-zachodnia część Ząbkowic).

## Geografia
Bielowizna położona jest nad Trzebyczką (dopływ Czarnej Przemszy), na wschód od linii kolejowej Katowice-Częstochowa, przy drodze z Ząbkowic, wybudowanej w 1933 r. (obecnie Aleja Zwycięstwa), 7,5 km na płn.-wsch. od centrum miasta. Osiedle stanowi integralną całość z Ząbkowicami. Przeważa zabudowa jednorodzinna, jedno- i dwukondygnacyjna, z przyległymi do niej ogrodami i sadami.
Na pograniczu Bielowizny i centrum Ząbkowic, znajduje się niewielki park z muszlą koncertową, budynek dawnego "Ludowca" i późniejszego kina "Uciecha", oraz pozostałość po pomniku wdzięczności dla wojsk radzieckich.

## Historia
Wieś powstała około 1875 r. jako przysiółek młynarski na prawym brzegu rzeki Trzebyczki w lasach Puszczy Łosieńskiej. 
Przed II wojną światową Bielowizna wraz z m.in. Antoniowem i Ujejscem należała do gminy Wojkowice Kościelne (natomiast Ząbkowice do gminy Olkusko-Siewierskiej). Obie gminy zostały zniesione formalnie z dniem 1 stycznia 1950 r. (rozporządzenie Ministra Administracji Publicznej w tej sprawie weszło w życie 7 II 1950) i wtedy to Bielowizna i Ząbkowice znalazły się w jednej gminie (gmina Ząbkowice). 29 września 1954 r. po zniesieniu gmin Bielowizna znalazła się w gromadzie Ząbkowice. 1 stycznia 1956 r. Ząbkowice (wraz z Bielowizną) otrzymały status osiedla typu miejskiego, a 16 lipca 1962 r. prawa miejskie. 1 lutego 1977 r. Bielowizna wraz z Ząbkowicami została przyłączona do miasta Dąbrowa Górnicza.
Przed II wojną światową było to miejsce wypoczynku i rekreacji. Istniało tutaj kilka domów wypoczynkowych (letnisk), z których najbardziej znane to "Letnisko Basiula".

## Parafia
W dzielnicy znajduje się parafia św. Marii Magdaleny.

## Edukacja
W 1963 r. oddano do użytku szkołę-pomnik Tysiąclecia, a w 1977 roku przedszkole. W dzielnicy działa Szkoła Podstawowa nr 31 oraz Gimnazjum nr 9 (d. SP 22). W 1963 r. przy Alei Zwycięstwa 44 otwarto jedną ze szkół "tysiąclatek" - Szkołę Podstawową nr 2, która w latach 70. otrzymała numer 22. W 1999 r. została zlikwidowana i umieszczono w niej Gimnazjum nr 9, powołane przez Radę Miejską Dąbrowy Górniczej uchwałą z 12 marca 1999 r. Pierwszym dyrektorem została Lucyna Paluchiewicz. Od 2000 r. do szkoły zaczęła uczęszczać również młodzież ze zlikwidowanego Gimnazjum nr 11. W tym czasie nauka odbywała się w głównym budynku szkoły i dwóch filiach - w Szkole Podstawowej nr 31 oraz Szkole Podstawowej nr 23 im. Stanisława Podrazy w Tucznawie. Od roku szkolnego 2003/04 nauka odbywa się w jednym budynku. 10 czerwca 2005 r. w obecności m.in. prezydenta Dąbrowy Górniczej, Jerzego Talkowskiego, zastępcy Śląskiego Kuratora Oświaty, Jerzego Zawarczyńskiego szkole nadano imię Marii Skłodowskiej-Curie.

## Basiula
Kolonia położona nad rzeką Trzebyczką pomiędzy Ząbkowicami, Antoniowem i Ujejscem, 7 km od centrum. Niegdyś była to posiadłość Karola Bokalarskiego. Swą nazwę przyjęła od imienia jego córki, Barbary.
Starannie obsadzona drzewami stanowiła miejsce wypoczynku wielu mieszkańców dawnej Dąbrowy oraz miejsce zbiórek dąbrowskich i zagłębiowskich skautów i harcerzy.
Przed I wojną światową kolonia Basiula była miejscem, w którym organizowano bale dla słuchaczy Będzińskiej Szkoły Handlowej Zgromadzenia Kupców Będzińskich. W latach 20. XX wieku było to miejsce zakwaterowania Kolejowej Policji Państwowej, ochraniającej dworzec kolejowy w Ząbkowicach. W okresie II wojny światowej szkolono tutaj oddziały Hitlerjugend. Po wojnie organizowano w tym miejscu kolonie dla dzieci robotników kopalni Paryż.
Na terenie Basiuli znajdował się pałac księdza Andrzeja Huszny, organizatora Polskiego Kościoła Narodowego w Dąbrowie Górniczej. W posiadłości po Karolu Bokalarskim miała siedzibę szkoła powszechna. Oba budynki dzisiaj już nie istnieją.